# Batalion ON „Oświęcim”

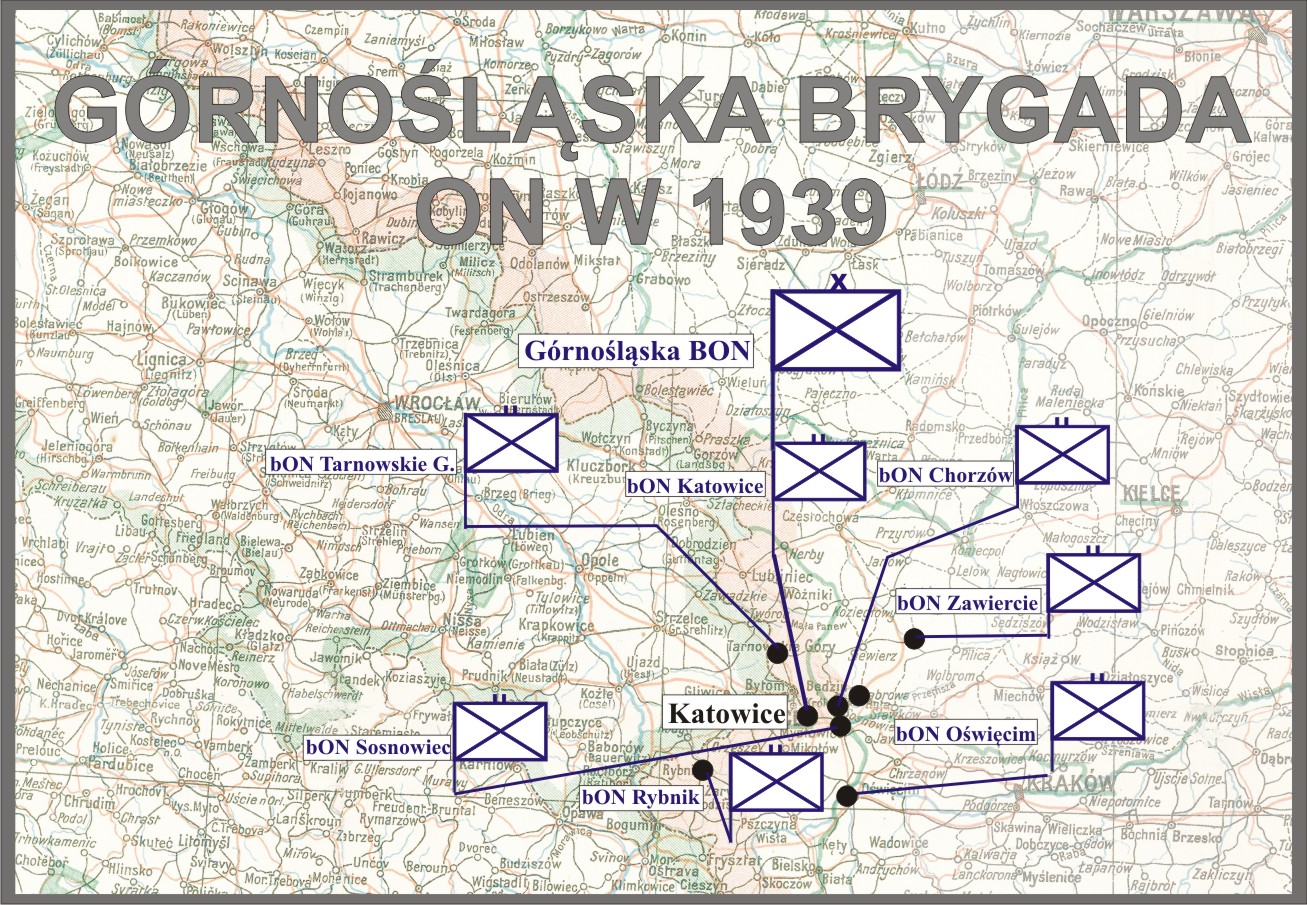
Górnośląska ON

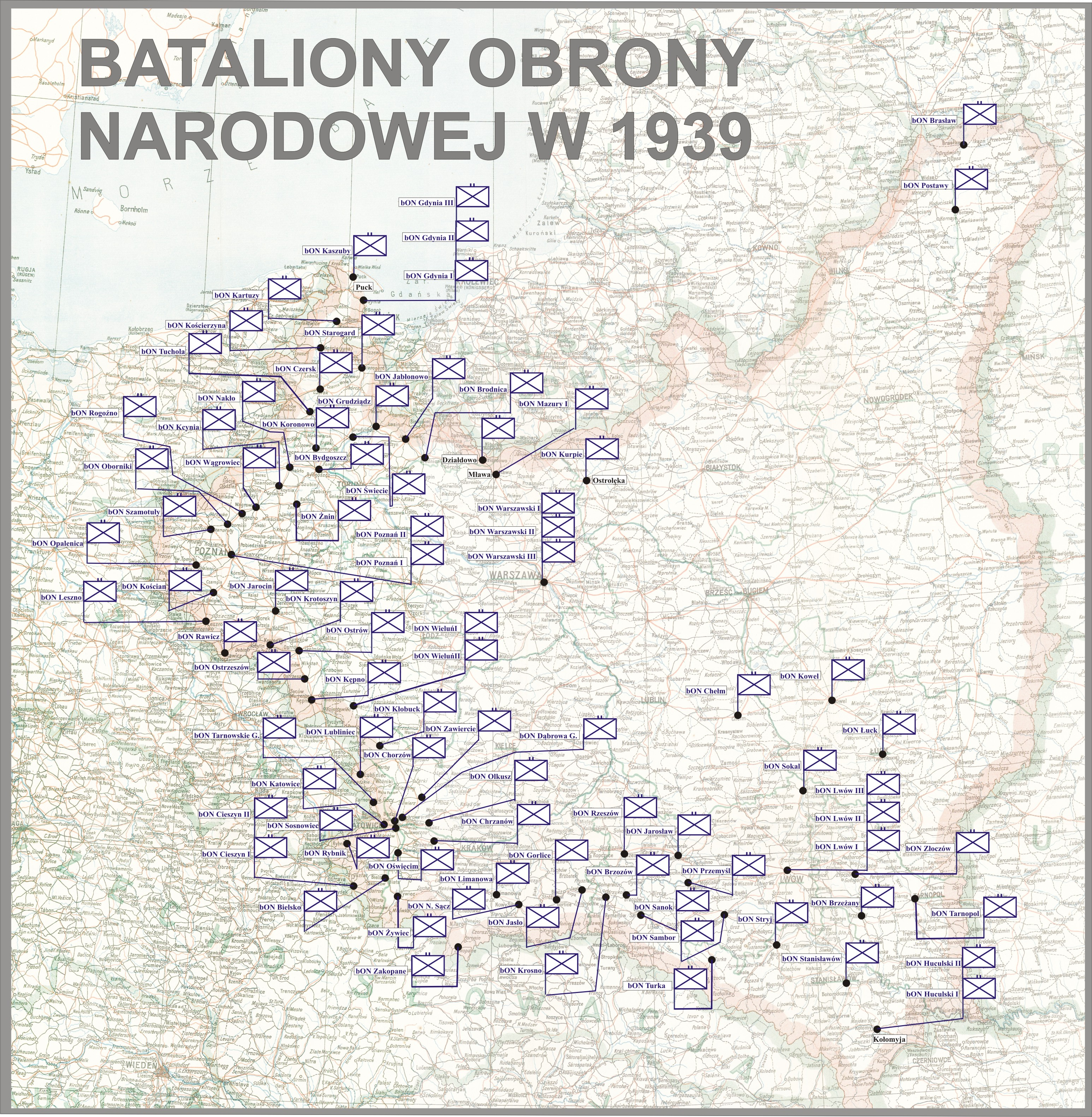
Obrona Narodowa w 1939

Oświęcimski Batalion Obrony Narodowej (batalion ON „Oświęcim”), batalion piechoty typ specjalny nr 52 – pododdział piechoty Wojska Polskiego II RP.

## Formowanie i zmiany organizacyjne
Batalion został sformowany w 1937 roku, w Oświęcimiu, w składzie Śląsko-Cieszyńskiej Półbrygady Obrony Narodowej. W maju 1939 roku został przeformowany na etat batalionu ON typ III. Jednostką administracyjną dla Oświęcimskiego batalionu ON była kadra batalionu zapasowego 73 pułku piechoty w Oświęcimiu. Skrzyknięty 22 września 1938 roku przemieszczony w następnych dniach do rejonu Cieszyna. W dniu 2 października 1938 r. sforsował rzekę Olzę i zajął rejon umocniony od Bogumina do Trzyńcem z 200 schronami bojowymi na Zaolziu. Przed akcją na Śląsku Zaolziańskim w batalionie wymieniono uzbrojenie i skompletowano wyposażenie, otrzymał również hełmy wz. 31.  Po 22 października powrócił do swojego miejsca postoju.  Latem 1939 roku baon został podporządkowany dowódcy Górnośląskiej Brygady ON. Ze względu na reorganizacje struktur ON na Śląsku, batalion ON Oświęcim wyłączono ze składu Śląsko-Cieszyńskiej Półbrygady ON i włączono bezpośrednio do Górnośląskiej Brygady ON. Nastąpiła zmiana terenu działania batalionu od maja do sierpnia 1939 rozformowano kompanie ON „Brzeszcze” i „Kęty”, w ich miejsce sformowano nowe kompanie ON „Bieruń Stary” i ON „Libiąż”.
W dniach 24-25 sierpnia 1939 roku, zgodnie z planem mobilizacyjnym "W", skład osobowy Oświęcimskiego batalionu ON stał się zawiązkiem dla batalionu piechoty typu specjalnego nr 52, mobilizowanego w alarmie, w grupie jednostek oznaczonych kolorem żółtym przez 3 pułk Strzelców Podhalańskich w Bielsku.
Baon piechoty typ spec. nr 52 został włączony w skład 203 pułku piechoty  jako II batalion.

## Batalion piechoty spec. nr 52 w kampanii wrześniowej
W dniach 1, 2 i do rana 3 września 1939 batalion walczył w ramach zgrupowania 201 pp rez. Od godzin porannych 3 września włączony do macierzystego 203 pp rez.. 1 września batalion bronił się w rejonie Kobiora. 1 i część 3 kompanii obsadziła umocnienia na południe od miejscowości, pozostałość 3 kompanii i kompania ckm znajdowała się w rejonie tartaku, a w odwodzie, za kościołem, stanęła 2 kompania. Około godz. 12.00 od zachodu dotarły pod miasto niemieckie patrole rozpoznawcze. Dwa plutony z odwodowej 2 kompanii odrzuciły nieprzyjaciela. Rano, 2 września, wysunięta placówka z 1 kompanii odparła pierwsze niemieckie natarcie. Około 17.00 piechota niemiecka, wzmocniona samochodami pancernymi z pułku SS „Germania” zaatakowała pozycje polskie na północno-zachodnim odcinku obrony. Natarcie zostało odparte, a polski kontratak odrzucił żołnierzy niemieckich. 3 września około 6.00  batalion, maszerując w ariergardzie, opuścił rejon Kobióra i przeszedł w rejon Chełmka . 
Opis walk i działań 52 bp znajduje się w artykule o 203 pułku piechoty.

## Obsada personalna
Obsada personalna batalionu w marcu 1939 roku:
- dowódca batalionu – kpt. adm. (piech.) Jan Stanisław Skrzypek (*)[b]
- dowódca 1 kompanii ON „Oświęcim” – kpt adm. Ludwik Piętka (*)[b]
- dowódca 2 kompanii ON „Zebrzydowice” – kpt. piech. Edward Andrzej Stawecki
- dowódca 3 kompanii ON „Skoczów” – kpt. Tadeusz Franciszek Wawrzkiewicz

Organizacja i obsada personalna we wrześniu 1939 roku :
- dowódca batalionu – kpt. Jan Stanisław Skrzypek
- adiutant – ppor. rez. Jan Gabryś
- oficer łączności – por. rez. Kazimierz Wrona
- oficer płatnik – ppor. rez. Mieczysław Molda[11]
- oficer żywnościowy – por. rez. Antoni Budniok
- p.o. lekarz – sierż. pchor. lek. Herbert Rybok
- dowódca 1/4 kompanii strzelecka (d. ON „Oświęcim”) – ppor. rez. Marian Fischer[12]
- szef kompanii – st. sierż. Stanisław Hola
- podoficer gospodarczy – plut. Jan Ryrych
- dowódca I plutonu – ppor. rez. Roman Zawistowski
- dowódca II plutonu – ppor. rez. Iwieński
- dowódca III plutonu –  ppor. rez. Konrad Szałkiewicz[13]
- dowódca 2/5 kompanii strzelecka (d. ON „Bieruń Stary”) – kpt. Edward Andrzej Stawecki
- szef kompanii – st. sierż. Habratowski
- podoficer gospodarczy – sierż. Jan Gajewski
- dowódca I plutonu – ppor. rez. Jan Rudolf Krzak
- dowódca II plutonu – ppor. rez. Wilhelm Ferdynand Leśniowski
- dowódca III plutonu – ppor. rez. Edward Micor
- dowódca 3/6 kompanii strzelecka (d. ON „Libiąż”) – kpt. Tadeusz Franciszek Wawrzkiewicz
- szef kompanii – sierż. Karol Kamiński
- podoficer gospodarczy – plut. Bielicki
- dowódca I plutonu – ppor. rez. Feliks Dyczkowski
- dowódca II plutonu – ppor. rez. Zygmunt Michał Reimschüssl
- dowódca III plutonu – ppor. rez. Franciszek Tadeusz Tyrna
- dowódca 2 kompanii ckm – kpt. Ludwik Piętka
- dowódca I plutonu – ppor. rez. Józef Stanko
- dowódca II plutonu – ppor. rez. Eugeniusz Karch
- dowódca III plutonu – ppor. rez. Kowalski
- dowódca IV plutonu – ppor. rez. Mieczysław Jonkisz
- dowódca plutonu moździerzy – ppor. rez. Józef Kokot